# Slag bij Balaklava
De Slag bij Balaklava was een veldslag op 25 oktober 1854 in de Krimoorlog.
De geallieerden onder de Britse FitzRoy Somerset, 1st Baron Raglan en de Franse François Certain Canrobert hadden hun troepen opgesteld ten zuiden van Sebastopol om die Russische marinehaven te belegeren. De Fransen bezetten Kamysj op de westelijke kust en de Britten zaten in de zuidelijke haven van Balaklava. Raglan had te weinig om de flank af te dekken en de Russische generaal Pavel Liprandi bereidde met 25.000 man een aanval op Balaklava voor om de belegerende troepen af te snijden van de Britse basis.
De slag begon met een aanval van Russische artillerie en infanterie op de Ottomaanse redoutes rond Balaklava. Daarop viel de Russische cavalerie aan, maar de Thin Red Line van het Schotse 93e Highland Regiment hield stand en sloeg de aanval terug. De zware brigade van generaal James Yorke Scarlett voerde een tegenaanval uit. Een verkeerd begrepen bevel van Raglan leidde tot de Charge van de Lichte Brigade, waarbij de Lichte Brigade verloren ging.

## Achtergrond
De Britse en Franse vloten waren op 5 september 1854 uit de Bulgaarse haven Varna vertrokken naar de Kalamita-baai op de Krim. Op 14 september landden de troepen en in vier dagen waren 61.400 soldaten, 1.200 ruiters en 137 kanonnen aan land gezet. 53 kilometer zuidelijker, achter de rivieren Boelganak, Alma, Katsja en Belbek, lag de Russische marinebasis Sebastopol. Generaal Aleksander Sergejevitsj Mensjikov stelde zijn verdediging op aan de oever van de rivier Alma, maar werd op 20 september verslagen in de Slag aan de Alma. Tsaar Nicolaas I was verbijsterd.
De Franse bevelhebber Saint-Arnaud wilde eerst rusten en dan pas de achtervolging inzetten. De Britse bevelhebber FitzRoy Somerset wilde eerst de doden begraven en de gewonden afvoeren. Zo kon Mensjikov met zijn leger Sebastopol bereiken.
In de ochtend van 23 september zette het geallieerde leger zich weer in gang en stak het de rivier Katsja over.
Het oorspronkelijk plan voorzag in een oversteek van de rivier Belbek en dan een aanval op de noordelijke delen van Sebastopol. Schepen hadden echter gemeld dat het sterfort versterkt was. John Fox Burgoyne van de genie stelde daarop een aanval vanuit het zuiden voor. Saint-Arnaud ging akkoord en zo moesten de geallieerden rond Sebastopol trekken.
Op 24 september trok Mensjikov met zijn leger uit Sebastopol naar Bachtsjisaraj en Simferopol. Hij liet de admiraals Vladimir Kornilov en Pavel Nachimov achter met een garnizoen van 18.000 matrozen en mariniers om Sebastopol te verdedigen. Door die uitval kon Mensjikov bevoorrading vanuit Rusland ontvangen en versterkingen uit Odessa of Kertsj krijgen en de flank van de belegeraars aanvallen. Mensjikov rukte op naar het oosten, terwijl de geallieerden naar het zuiden oprukten. De hitte was ondraaglijk, er was weinig water en er brak cholera uit.
Op 25 september stootte Raglan bij de boerderij van de Schotse admiraal MacKenzie op terugtrekkende Russen.
Tegen de 26e bereikte Raglan het dorp Kadykoj. Diezelfde dag droeg de zieke Saint-Arnaud het bevel over aan François de Canrobert.

## Geallieerde opstelling

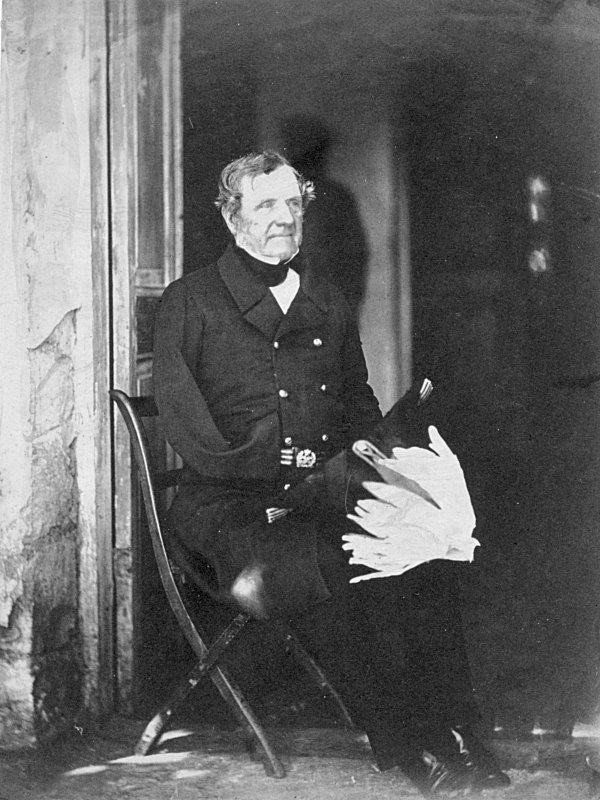
FitzRoy Somerset, 1st Baron Raglan, Brits opperbevelhebber met geamputeerde arm.

Het oorspronkelijk plan voorzag erin, dat de Fransen het kleine Balaklava zouden bezetten en dat de Britten de westelijke havens Kazatsj en Kamysj zouden innemen. Canrobert bood de Britten de keuze en admiraal Edmund Lyons raadde Raglan aan om Balaklava te kiezen. De afstand tussen Balaklava en de Britse belegeraars van Sebastopol bedroeg 9,5 km en de winter kwam eraan.
George Cathcart bevelhebber van de 4e Infanteriedivisie bepleitte bij Raglan een bestorming en schreef op 28 september: “Ik ben zeker dat ik binnen geraak met weinig verliezen.”
Burgoyne stelde een belegering voor en Canrobert steunde hem.

## Russisch plan

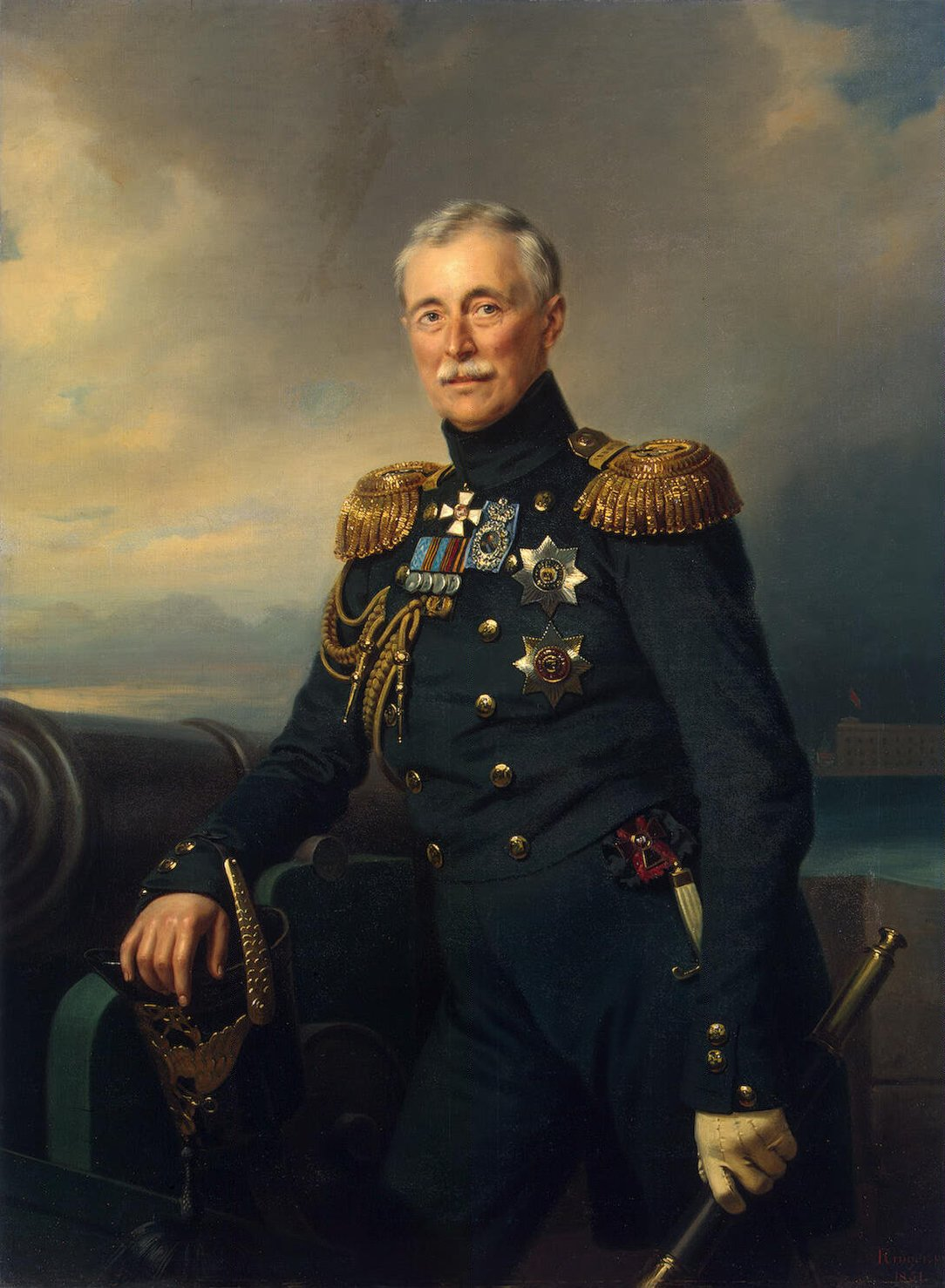
Aleksander Sergejevitsj Mensjikov.

Terwijl de geallieerde kanonnen Sebastopol bestookten, rukten Russische reserves op naar de Krim. Vooraan kwam de 12e infanteriedivisie onder generaal Pavel Liprandi, die met regimenten uit Azov, Dnjepr, Oekraïne en Odessa en vier batterijen artillerie uit Bessarabië kwam. Mensjikov liet ze de geallieerde achterhoede aanvallen vanuit Tsjorgoen en dan oprukken naar Balaklava.
Balaklava was kwetsbaar. Raglan kon moeilijk Sebastopol belegeren en de oostelijke flank dekken. Hij had veel mannen verloren in de slag aan de Alma en velen waren uitgeput of ziek van cholera. Met zijn versterkingen had Mensjikov 65.000 man op het terrein.
Nog andere versterkingen waren onderweg, maar Mensjikov stond onder druk van tsaar Nicolaas I om de geallieerden aan te vallen.
In de vroege ochtend van 18 oktober viel luitenant-kolonel Rakovitsj het dorp Tsjorgoen aan met drie bataljons infanterie, 200 kozakken en vier kanonnen. Vanuit Tsjorgoen konden Liprandi, Rakovitsj en Semjakin de vooruitgeschoven geallieerde redoutes zien.
Op 23 oktober had Liprandi 16.000 man en 64 kanonnen. De linker colonne onder generaal-majoor Gribbe moest de rivier Tsjorna oversteken en oprukken naar het dorp Kamara. De middelste colonne onder generaal-majoor Semjakin was in twee verdeeld. Semjakin voerde de linkervleugel aan en leidde zijn troepen vanaf Tsjorgoen naar het zuiden om de heuvel van Canrobert en redoute nr. 1 aan te vallen. Generaal-majoor Levoetski moest met de rechtervleugel de meer westelijke redoute nr. 2 aanvallen. De rechtse colonne onder kolonel Skjoederi moest de Tsjernaja rivier oversteken langs de Tractir brug en dan naar het zuiden trekken door de Fedjoekin hoogvlakte en door de noordelijke vallei om redoute nr. 3 aan te vallen. De cavalerie onder luitenant-generaal Ryzjov zou de aanval steunen. 4.500 man en 14 kanonnen onder generaal-majoor  Zjabokritski dekten de rechterflank van Liprandi. Eens de redoutes veroverd moest Zjabokritski de Fedjoekin hoogvlakte bezetten.

## Stille opmars van Lipradi
Op 25 oktober om 5.00 uur marcheerde Liprandi in stilte naar de valleien van Balaklava.
Kapitein Alexander Low van de 4e Queen's Own Hussars bemerkte de Russische kozakken als eerste en sloeg alarm, zodat de mannen van Kamara naar de nabije redoute konden vluchten.
Achter de kozakken en ulanen kwam Gribbe met zijn artillerie. Hij liet meteen zijn tien kanonnen opstellen op de hellingen ten westen van Kamara met vrij zicht op redoute nr. 11 op de heuvel van Canrobert.
Lucan ging bij zonsopgang de redoutes inspecteren met Lord George Paget, Lord William Paulet en majoor Thomas McMahon. Toen ze bij de heuvel van Canrobert kwamen, zagen ze twee seinvlaggen die op de komst van de Russen wezen.

## Artillerieduel en inname van de redoutes
De Ottomaanse kanonnen van redoute nr. 1 op de heuvel van Canrobert vuurden om 6.00 uur op de Russen. Lucan zond kapitein Charteris naar Raglan om te melden dat de redoutes aangevallen werden. Charteris kwam rond 7.00 uur aan, maar het hoofdkwartier had het gebulder van de kanonnen al gehoord. Lucan reed terug naar Kadikoi om te overleggen met Colin Campbell verantwoordelijk voor de verdediging van Balaklava. De twee waren het eens, dat dit geen afleidingsmanoeuvre betrof. Campbell mobiliseerde zijn 93e regiment Highlanders en Lucan reed terug naar de cavalerie. Lucan liet de lichte brigade waar ze was en stuurde de zware brigade naar de redoutes.
Gribbe beschoot redoute nr. 1 en de Russische colonnes onder Levoetski, Semjakin en Skjoederi bewogen in de noordelijke vallei. Kapitein George Maude stelde zijn twee kanonnen van twaalf pond met een bereik van 1000 m en zijn vier kanonnen van zes pond op tussen de redoutes. De Russische artillerie van luitenant Postikov beschikte over zwaardere kanonnen van 18 pond met een groter bereik van 1645 m. Maude raakte zwaargewond en zijn troepen trokken zich terug.
Toen de Britse artillerie terugtrok bestormde Semjakin om 6.00 uur redoute nr. 1 aan het hoofd van drie bataljons van Azov onder kolonel Kroedener. De Ottomanen op de heuvel van Canrobert boden weerstand, maar om 7.30 uur was redoute nr. 1 in Russische handen. Het regiment uit Oekraïne onder kolonel Doednitski-Lisjin viel redoutes nrs. 2 en 3 aan en het regiment uit Odessa onder Skjoederi, rukte op naar redoute nr. 4. De Turken vluchtten nu ook uit die redoutes en de aanwezige Britten maakten de kanonnen onklaar. Om 8.00 uur waren redoutes 1, 2 en 3 in Russische handen en was redoute 4 vernietigd.

## Zuidelijke vallei

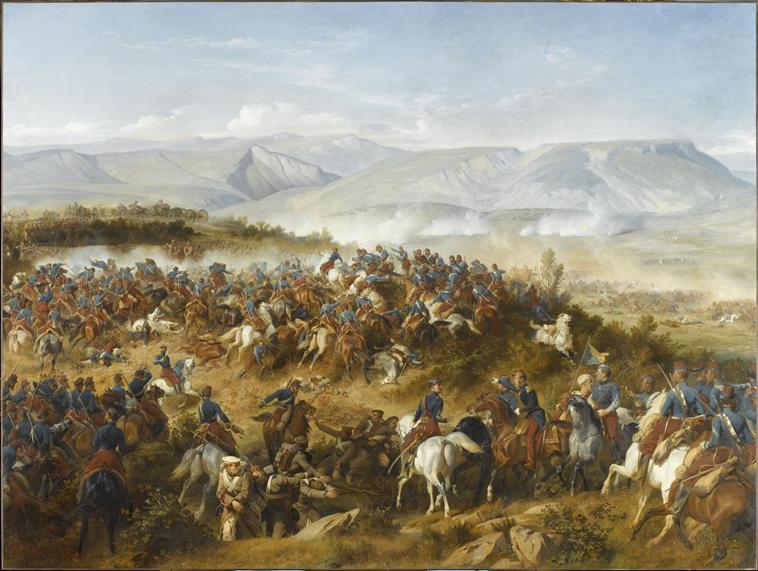
De Chasseurs d'Afrique onder generaal Armand-Octave-Marie d’Allonville ruimen de Fedjoechin hoogte.

Canrobert was om 7.30 uur ingelicht over de Russische aanval en was meteen naar Raglan gereden. Bosquet was gewekt door kanongebulder en had de 2e brigade van de 1e divisie van het Frans leger onder generaal Joseph Vinoy naar Balaklava gestuurd. Ook de 1e brigade onder generaal Espinasse zette zich in gang met haar eigen geschut en de Chasseurs d'Afrique. De Franse 3e divisie werd gealarmeerd en de trekpaarden werden voor de kanonnen gespannen.
Raglan had eerst gedacht dat het om een afleidingsmanoeuvre ging, maar zag nu de ernst van de aanval in. Nu de redoutes gevallen waren, stond allen nog de cavalerie van Lucan ter verdediging van Balaklava. Raglan stuurde de Britse 1e divisie onder Prince George, Duke of Cambridge en Cathcarts 4e divisie in het veld.
Om 7.45 uur bereikte de commandant van de lichte brigade, James Brudenell zijn ruiters vanaf zijn jacht in de haven van Balaklava. Raglan nam een stelling in op de Sapoen-hoogte, 200 m boven de vlakte. Raglan wilde zijn cavalerie pas inzetten als er steun van infanterie was en gaf pas om 8.00 uur bevel aan de ruiterij om “terrein links van de redoutes in te nemen”. Dit bevel was dubbelzinnig, maar Lucan begreep het toch juist en reed naar het westen. Om 8.30 uur gaf Raglan zijn tweede bevel en stuurde acht eenheden zware dragonders naar Balaklava. Lucan moest zijn cavalerie dus opdelen en vier van zijn regimenten onder generaal James Yorke Scarlett terugsturen naar de open vlakte bij Kadykoj.

## Charge van Ryzjov loopt vast op dethin red linevan Campbell

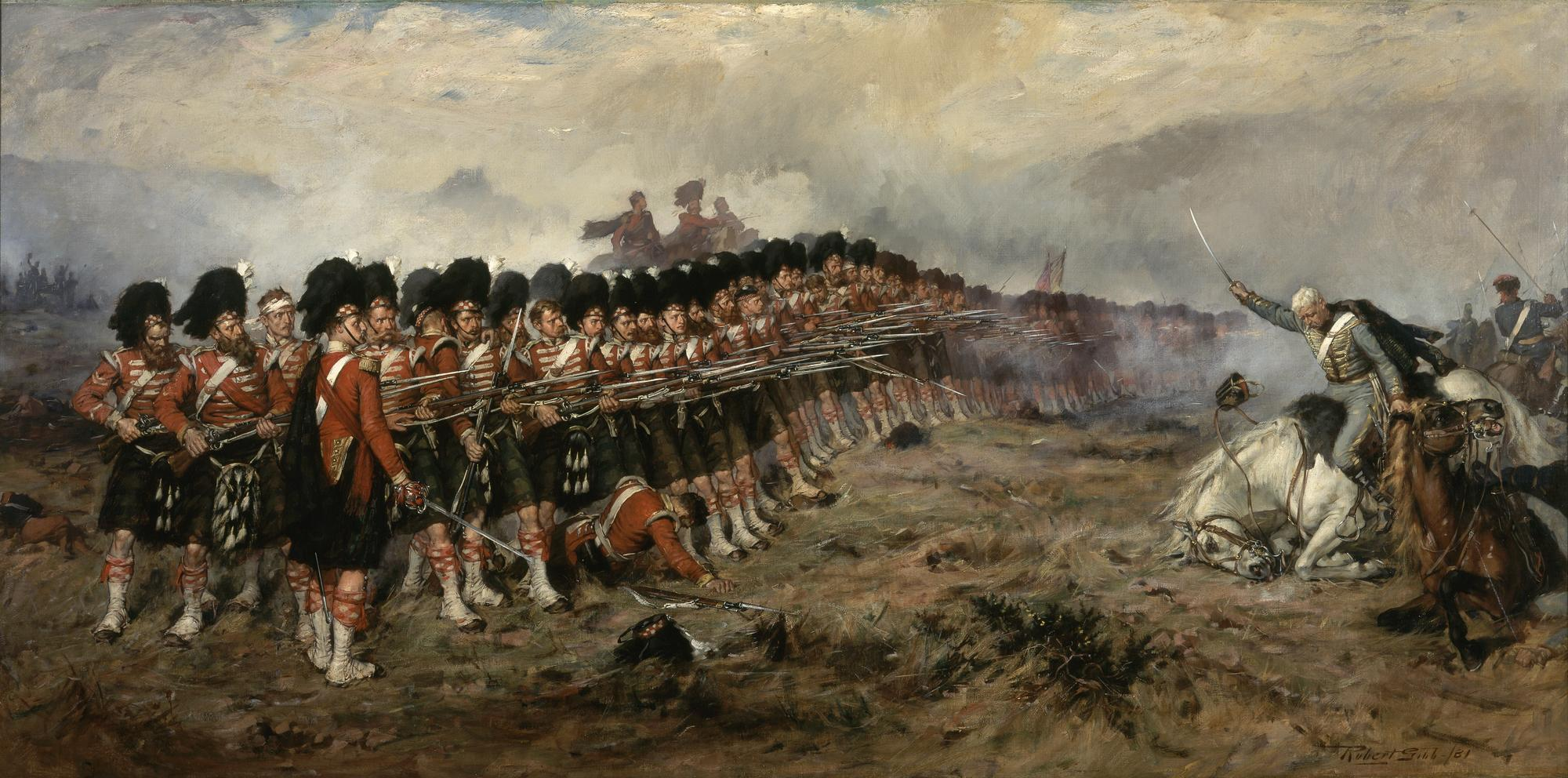
The Thin Red Line door Robert Gibb. Campbells 93rd Highlanders drijven de Russische cavalerie terug.

Liprandi stuurde 2000 à 3500 ruiters van Ryzjov in het veld met 16 kanonnen om zijn voordeel te bestendigen. Ryzjov reed met acht eenheden van de 11e huzaren van Kiev en zes eenheden van de 12e huzaren van Ingermanland drie eenheden van het 53e regiment Don-kozakken en van de Oeral-kozakken.
De Russische ruiters staken de Tsjernaja over en reden om 9.00 uur door de noordelijke vallei. Ter hoogte van de verlaten redoute nr. 4 draaide Ryzjov naar links omhoog op de zogenaamde Causeway-hoogte aan de Vorontsov-weg. Daar zag Ryzjov de zware brigade naar het oosten rijden terwijl hij in het zuiden de Highlanders en de Ottomanen ten noorden van Kadykoj zag. Ryzjov stuurde meteen 400 huzaren van Ingermanland op de infanterie af. Commandant Colin Campbell van de Highland Brigade stuurde zijn mannen vooruit. Achter hen was enkel Balaklava en de Zwarte Zee. Hij riep:
“Mannen, onthou dat er geen terugtocht is van hier. Jullie moeten sterven waar jullie staan."
Campbell liet geen carré vormen, maar stelde ze twee rijen diep op.
Raglan zag alles vanaf de Sapoen-hoogte.
De Britten schoten hun eerste salvo van ver en raakten geen enkele Rus.
Een tweede salvo deed de Russen naar links afwijken.
Campbell stuurde de 93e compagnie grenadiers onder kapitein Ross naar voor.
Die schoten een derde salvo en dit deed de Russen terugtrekken.
De Russische bevelhebber redeneerde, dat de dunne lijn van twee rijen infanterie geen charge van cavalerie kon weerstaan en dat er dus nog een grotere macht achter hen moest liggen.

## Charge van de Zware Brigade

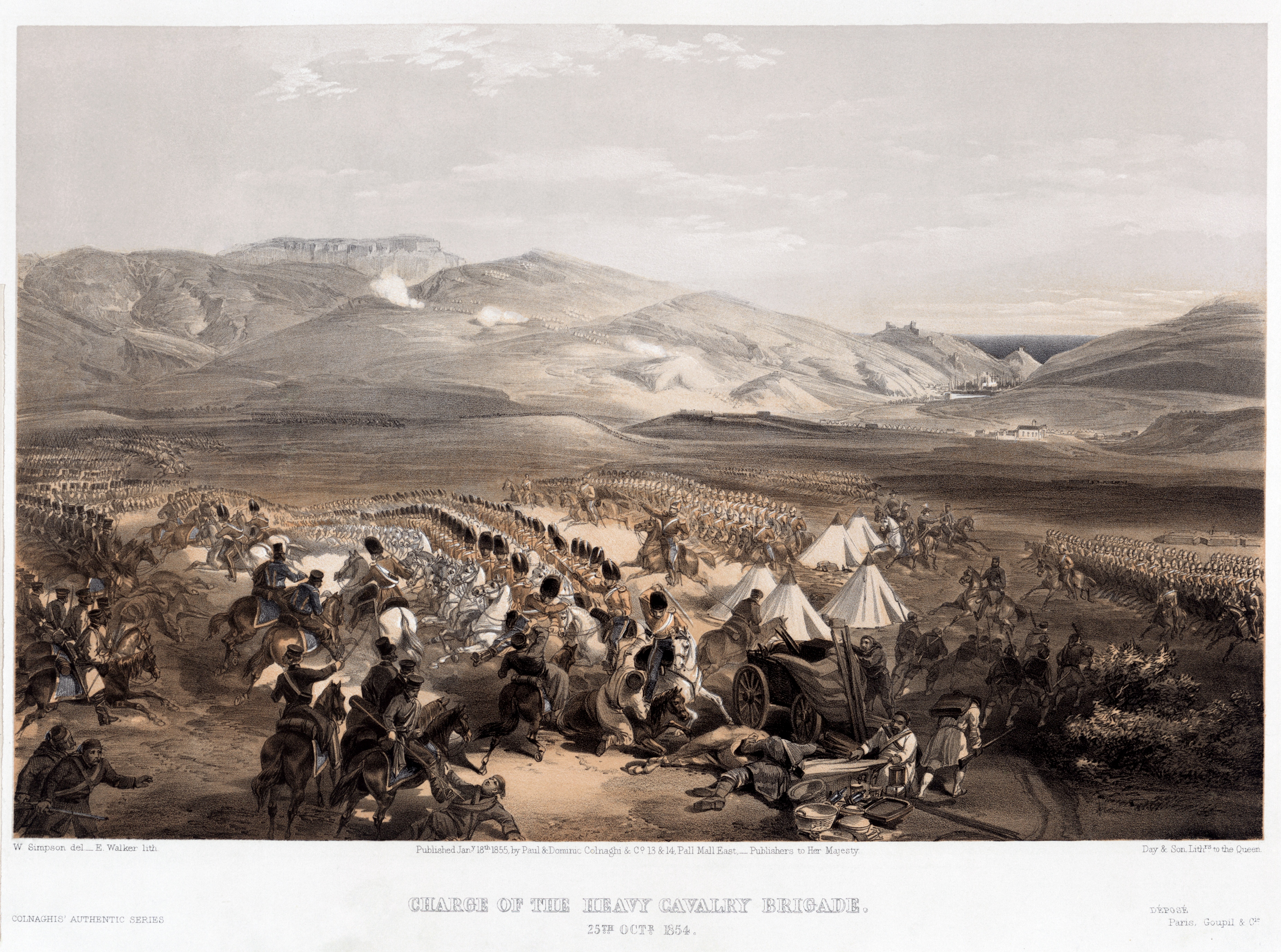
Charge van de Zware Brigade.

De hoofdmacht cavalerie van Ryzjov bleef staan op de zuidelijke helling van de zgen. Causeway-hoogte, 730 m van Scarletts zware brigade die naar het zuidoosten reed in de zuidelijke vallei. Hoewel de Russen talrijker waren en boven de Britten stonden, schrikte de aanwezigheid van  Scarletts cavalerie hen af. Scarlett wist niet dat de Russen daar stonden tot zijn aide-de-camp, luitenant Elliot hem erop wees. Scarlett gaf het bevel om naar links te draaien. Lucan zag de Russen ook en reed met zijn staf van de lichte brigade naar de zware brigade. Scarlet gaf zijn trompetter, majoor Monks, het bevel om het sein voor de charge te blazen. De zware brigade reed naar de Russische cavalerie.
De zware brigade reed vanuit stilstand bergop over de korte afstand die hen scheidde en bereikte niet eens de draf terwijl de Russen hen bergaf tegemoet reden. Scarlett bereikte met 300 ruiters als eerste de Russen. De Ingermanland-huzaren onder generaal-majoor Chaletski vingen de eerste aanval op. Kapitein Arboezov schreef:
“Noch wij, noch de Engelsen wilden wijken.”
Een Britse dragonder schreef:
"Ze waren met zoveel, ze kwamen van alle kanten, we zaten er midden, ik hoop dat God me vergeeft, ik voelde me meer duivel dan mens.”
Kanonnen van 24 pond van troep C onder kapitein Brandling schoten op de Russen en weerhielden hen ervan om opnieuw te chargeren. De Russen trokken terug naar de Causeway-hoogte en stopten aan het oostelijke einde van de noordelijke vallei. De charge van de zware brigade had 10 minuten geduurd. Ryzjov telde 40 tot 50 doden en 200 gewonden. De Britten telden 10 doden en 98 gewonden.
De lichte brigade van Cardigan was 450 m van Ryzjovs cavalerie gebleven. De waarnemers op de Sapoenhoogte zagen de Russen in wanorde terugtrekken en hadden verwacht dat Cardigan ze zou achtervolgen. Kapitein William Morris van het 17e lansiers spoorde zijn commandant aan, maar Cardigan zei dat hij niet kon aanvallen, omdat hij bevel had gekregen van Lucan om ter plaatse te blijven. Toen Morris terugreed naar zijn regiment zei hij "Mijn God, mijn God, wat een kans laten we liggen".

## Noordelijke vallei

Kaart

Om 9.30 uur was het eerste deel van de slag voorbij. De cavalerie van Liprandi was teruggedreven door de "Thin Red Line" van Campbell en de zware ruiterij van Scarlett, maar zijn troepen onder  Gribbe, Semjakin, Levoetski en Skjoederi hielden redoutes nrs. 1-3 en hadden redoute nr. 4 vernietigd. De Russen hadden 11 bataljons infanterie en 32 kanonnen onder Obolenski op de Causeway-hoogte en op de noordelijke Fedjoekin-hoogte had Zjabokritski acht bataljons en 14 kanonnen.
Raglan wou het succes van Scarlett bestendigen en de Russen van de Causeway-hoogte verdrijven, maar de infanteriedivisies van Cathcart en Cambridge waren nog niet aangekomen. Om 10.15 uur gaf Raglan zijn derde bevel:
"Cavalerie moet oprukken en elke kans benutten om de hoogvlakte te heroveren. Er zal steun zijn van infanterie. Oprukken op twee fronten."
Raglan wou dat de cavalerie meteen oprukte, maar zijn dubbelzinnig bevel leidde tot een misverstand. Lucan dacht dat hij op infanterie moest wachten. Hij stuurde de lichte brigade naar de noordelijke vallei terwijl de zware brigade aan de ingang van de zuidelijke vallei postvatte, zijn interpretatie van “twee fronten”. Lucan meende dat hij het bevel had uitgevoerd en stond te wachten op infanterie. Raglan zag met ongeduld zijn cavalerie stilstaan. Toen riep een stafofficier, dat de Russen de Britse kanonnen uit de redoutes op de Causeway-hoogte trokken. De Britse infanterie kon elke minuut komen, maar alleen cavalerie was snel genoeg om wegslepen van de kanonnen te beletten. Raglan dicteerde aan generaal Richard Airey zijn vierde en laatste bevel aan Lord Lucan en was bedoeld in samenhang met het derde bevel als een aanmaning om meteen het derde bevel uit te voeren:
10:45. Lord Raglan wenst dat de cavalerie snel oprukt naar het front – volg de vijand en probeer te beletten dat de vijand kanonnen wegtrekt. Franse cavalerie is links van u.
Raglan las het bevel zoals Airey het had neergeschreven en stuurde Aireys aide-de-camp, kapitein Louis Nolan van de  15th The King's Hussars, om het aan Lucan te bezorgen. Raglan riep Nolan nog achterna: "Zeg Lord Lucan dat de cavalerie meteen moet aanvallen!”

## Charge van de Lichte Brigade

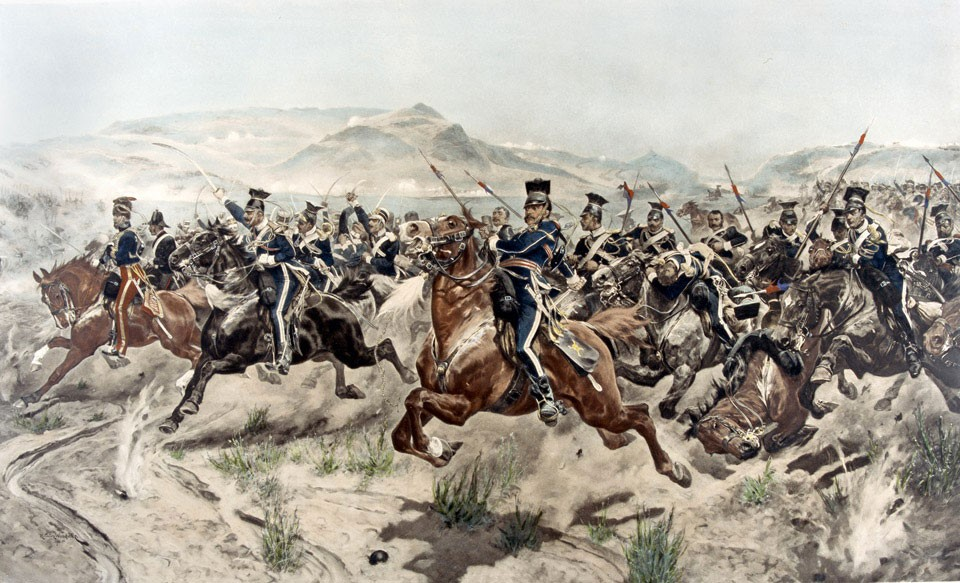
Charge van de lichte brigade

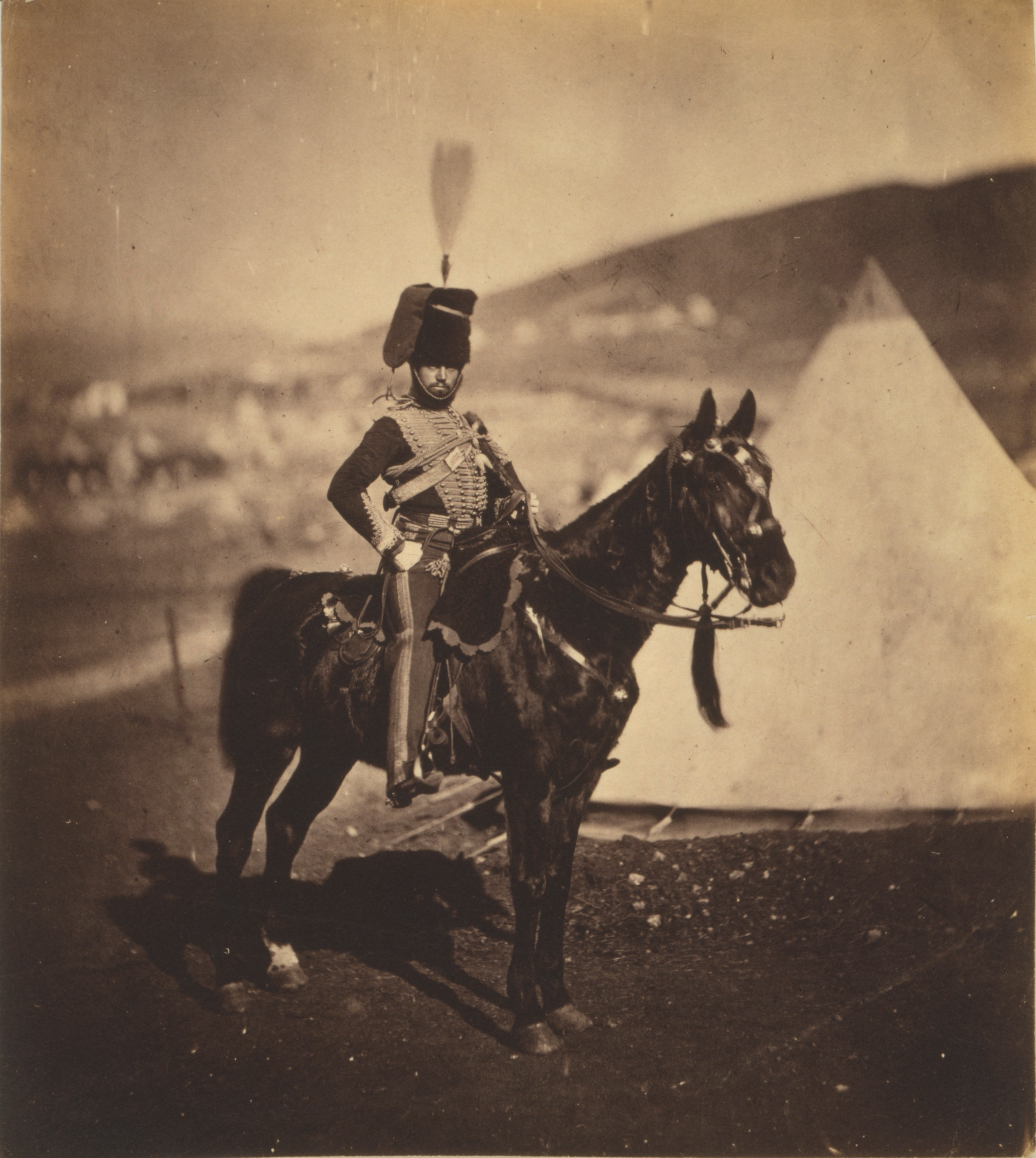
Assistent chirurg Henry Wilkin overleefde de charge van de lichte brigade.

Lucan wist niet hoe hij Raglans bevel moest begrijpen. Er was geen sprake van hoogten, wel van een front, en er was geen verwijzing naar infanterie. Hij moest de vijand beletten om kanonnen mee te nemen, maar hij zag geen enkel kanon dat weggevoerd werd. Lucan vroeg Nolan om uitleg en die zei hem dat hij meteen moest aanvallen. Lucan vroeg wat hij moest aanvallen en om welke kanonnen het ging en Nolan zwaaide zijn armen en zei: “Daar is uw vijand en daar zijn uw kanonnen!” Het gebaar van Nolan was onduidelijk en wees niet naar de redoutes en de Britse kanonnen. Lucan dacht dat hij naar de Russische batterij wees die de ruiterij van Ryzjov dekte op het einde van de vallei.
Lucan reed naar Cardigan en ook die wierp op dat er drie batterijen stonden en dat er Russische schutters op de weg stonden. “Ik weet het”, zuchtte Lucan, “maar Lord Raglan wil het zo; we kunnen niet anders dan gehoorzamen.”
De lichte brigade vormde twee linies. De 13th Hussars, de 17th Lancers en de 11th Hussars vormden de eerste linie. Paget kreeg het bevel over de tweede linie met het 4th Queen's Own Hussars en het 8th King's Royal Irish Hussars. Lucan volgde met de zware brigade.
Om 11.10 uur draafde de lichte brigade naar de Russische kanonnen, 2 kilometer verder.
Toen Cardigan 180 meter ver was, zagen de waarnemers op de Sapoenhoogte dat de lichte brigade naar de batterij van Obolenski reed. Nolan sneuvelde als eerste door een granaatscherf.
Lucan reed achterop met de zware brigade. Hij raakte lichtgewond en zijn paard werd tweemaal geraakt.
De Franse cavalerie links van de Britten zag wat gebeurde en majoor Abdelal viel de Russische batterij op de Fedjoekin-hoogte aan.
Lucan besefte dat de lichte brigade weggevaagd zou zijn voor het einde van de vallei en gaf de zware brigade bevel tot de terugtocht. Hij zei tot Lord Paulet:
"Ze hebben de lichte brigade opgeofferd; de zware krijgen ze niet als het aan mij ligt."
Om 11.15 uur openden acht Russische kanonnen op de Causeway-hoogte het vuur op de lichte brigade. 
Cardigan liet het signaal voor galop blazen en daarna charge!.
De kanonniers zagen de lansen van de lansiers. Sommige kanonniers gingen lopen, andere trokken hun sabel.

## Mêlée en aftocht
Om 11.17 uur bereikte de helft van de ruiters de batterij van Obolenski. Ryzjov had verwacht de resten van de lichte brigade op te ruimen, maar zijn huzaren en kozakken sloegen in paniek.
Luitenant Koebitovitsj schreef dat sommigen op hun eigen kameraden vuurden om de weg vrij te maken om te vluchten langs de enige brug over de Tsjornaja-rivier.
Russische officieren beseften dat de zware brigade niet gevolgd was en dat de Russen dus in de meerderheid waren. Ze stopten de vlucht en stuurden hun mannen terug naar voren.
De Russische regimenten lansiers die op de hoogvlakte wachtten, kwamen nu omlaag om de Britten de terugtocht af te snijden.
Tegen 12.00 uur waren de overlevenden terug in de Britse rangen. De charge had 20 minuten geduurd.
Sergeant-majoor George Smith van het 11e huzaren schreef:
"Nadat we een stad bestormd hadden, moesten we zonder versterking vechten om ons een uitweg te banen. Wij hadden hun leger in tweeën gespleten, hun voornaamste batterij veroverd en hun cavalerie teruggedreven. Wat konden wij met 670 man meer doen?”

## Gevolgen

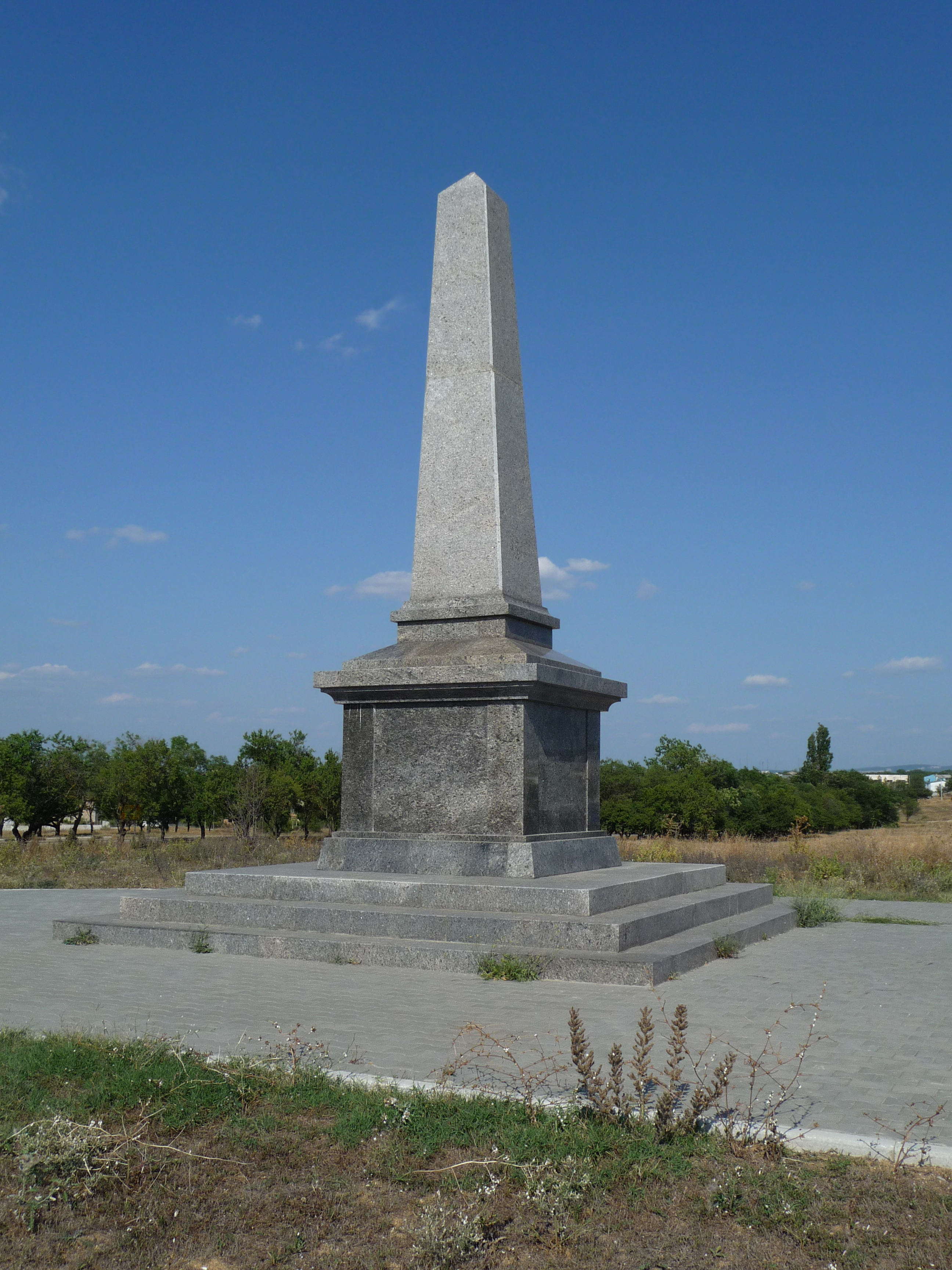
Gedenksteen te Balaklava voor de gesneuvelde Britten.

Na het verlies van de lichte brigade zagen de geallieerden af van verdere actie.
Er waren 110 doden, 129 gewonden en 32 krijgsgevangenen. 375 paarden waren dood.
Raglan kon nu zijn infanterie niet meer op het spel zetten. Hij wilde zich toespitsen op zijn belangrijkste opdracht, de belegering van Sebastopol, en wilde daarbij zijn bevoorrading te Balaklava beveiligen. Hij stuurde de Britse 1e en 4e infanteriedivisies terug naar de hoogvlakte.
De Russen zagen de Slag bij Balaklava als een overwinning: ze hadden de Britse redoutes ingenomen, zeven kanonnen als trofeeën naar Sebastopol gevoerd en beheersten de Vorontsov-weg. Door het verloren terrein moesten de geallieerden nu de belegering voortzetten vanaf het smalle stuk tussen Balaklava en Sebastopol.
Generaal Semjakin ontving de Orde van Sint George, Gribbe en Levoetski werden ridder in de Orde van Sint Stanislaus en kolonel Kroedener werd generaal-majoor. Generaal Liprandi ontving een gouden sabel met diamanten met inschrift “voor moed”.
Semjakin schreef:
"Veel Turken en Engelsen stierven door onze Russische bajonetten, veel Engelsen werden doorboord met lansen van onze oelanen en kozakken en door de sabels van onze huzaren. God belieft dat het hart van de tsaar opspringt van vreugde.”

## Versterking
De Britse Secretary of State for War and the Colonies, Henry Pelham-Clinton, zond Raglan het 3e, 62e en 90e Regiment of Foot. Canrobert kreeg uit Frankrijk drie bijkomende divisies infanterie.
De Russen kregen begin november versterking van de 10e en 11e divisies. Het veldleger van Mensjikov kwam zo op 107.000 tot 120.000 man. Mensjikov stond onder druk van de tsaar om Sebastopol te ontzetten. Dit leidde tot de Slag bij Inkerman.